# غرطر منفي
غرطر منفي (الاسم العلمي:Thamnophis exsul) هو نوع من الزواحف يتبع جنس الغرطر من فصيلة الأحناش.